# N26
N26 (anteriorment Number26) és un banc en línia alemany, amb les oficines centrals a Berlín, que ofereix els seus serveis financers a la majoria de països de la zona euro.

## Característiques
N26 proporciona un compte corrent bàsic lliure i una targeta de dèbit pels seus clients. A més a més, els clients poden optar per demanar altres serveis, com protecció de descobert, productes d'inversió, o altres tipus de comptes corrents.
Els clients espanyols també poden sol·licitar la targeta N26 Black que només està disponible a Àustria, França, Alemanya, Irlanda, Itàlia i Espanya.
El procés d'obertura d'un compte es completa mitjançant una videotrucada amb un agent del banc en uns 8 minuts o bé pujant a internet una foto del DNI i una foto de l'usuari a la seva app. Només admeten alguns passaports per a aquests tràmits.
La pàgina web, l'aplicació i el servei d'atenció al client estan disponibles en anglès, alemany, francès, italià i espanyol independentment del lloc on es resideixi. Això ha fet que sigui un dels primers bancs a Alemanya on no cal fer cap tràmit en alemany per obrir el compte.
N26 no té cap comissió (ni d'obertura ni de manteniment) mentre s'operi amb el compte. També té cinc retirades d'efectius en caixers en euros cada mes.
Els clients poden bloquejar i desbloquejar la targeta de dèbit amb l'app, sense haver de posar-se en contacte amb el centre d'atenció al client. També es poden habilitar opcions d'ús a l'estranger, modificar els límits diaris o l'import màxim per treure diners als caixers o en pagaments amb targeta.